# Hetereleotris poecila
 Hetereleotris poecila és una espècie de peix de la família dels gòbids i de l'ordre dels cipriniformes que es troba al Japó.